# Хеттська моровиця
Хеттська моровиця (англ. Hittite pest, часто не зовсім правильно Хеттська чума, англ. Hittite plague) — епідемія нез'ясованого походження в Хеттській державі в XIV столітті до н. е. Довготривала епідемія, яка охопила Східне Середземномор'я, була простежена до Ханаану на торговому шляху Арвад-Єфрат. Вважається, що це був перший випадок застосування біологічної зброї в історії.

## Перебіг
Згідно з відомостями, отриманими з клинописної таблички «Молитви під час чуми» царя Мурсілі II, найдавніша епідемічна хвороба в Анатолії, згадана в письмових джерелах, припадає на період ассирійських торгових колоній (2000—1750 рр. до н. е.). Ще одна моровиця в Анатолії почалася в XIV столітті до н. е. протягом останніх років правління хеттського царя Суппілуліума I. Хвороба в ассирійський період в Кюльтепе на 350—400 років старша за епідемію хеттського періоду. Проте епідемія хеттів була настільки руйнівною, що спустошила хеттську країну. Хвороба спричинила смерть Суппілуліуми I і його сина та наступника Арнуванди II і досягла свого піку під час правління короля Мурсілі II. Таблички показують, що хетська країна була спустошена епідемією протягом 20 років, і хоча деякі міста взяли її під контроль, інші міста перетворилися на кладовища.
Клінічні прояви, спосіб зараження та географічний район підозрілі на туляремію, яку спричинює Francisella tularensis. Їй приписують спалахи в Ханаані ще приблизно в 1715 році до н. е. та 1075 році до н. е. Спочатку епідемія XIV-го століття захопила територію від Кіпру до Іраку та від Ізраїлю до Сирії. Згодом війни поширили її до центральної Анатолії, звідки її навмисно завезли до Західної Анатолії, що є першим відомим записом про біологічну війну. Нарешті, солдати з островів Егейського моря, які воювали в західній Анатолії, повернулися додому на свої острови, ще більше поширюючи епідемію.
Два стародавні народи, арзаванці та хетти, брали участь у «взаємному використанні заражених тварин» під час анатолійської війни 1320—1318 років до нашої ери. У стародавньому фінікійському місті Цумурі епідемія призвела до швидкого захоплення цього населеного пункту хеттами. Через певний час, у 1335 році до н. е., руйнуванню ними було піддане стародавнє царство Арцава, яке існувало на західному узбережжі Малої Азії. Як вважається, перед початком військових дій хетти приганяли на землі своїх ворогів овець та віслюків, хворих на туляремію. Таким чином хетти намагалися послабити своїх противників, використовуючи методи, які не вимагають значних людських жертв зі свого боку, що дозволило цьому хеттам захопити великі простори і призвели до утворення могутньої на ті часи Хеттської держави. Це описано в листах до єгипетського фараона Аменхотепа IV Ехнатона. Незабаром цю практику зрозуміли арзаванці, які також відреагували, відправивши власних заражених баранів на дорогу в напрямку ворожих військ.

## Історичні факти
Існує гіпотеза, що «Хеттська чума» була не туляремією, а справжньою чумою, адже ці дві хвороби мають багато схожих ознак. До того ж євроазійські підвиди F. tularensis мають слабкий летальний потенціал, а згідно з хеттськими документами багато було померлих як серед ворогів хеттів, так і серед їх самих, адже померли навіть 2 хеттські царі. Також є свідчення, що хворобу до Хеттського царства було занесено з Єгипту, як це згодом відбулося при Юстиніановій чумі, та й тривала епідемія понад 20 років, що не властиве туляремії. Проте F. tularensis subsp. holarctica, який є менш вірулентним організмом серед інших біоварів виду F. tularensis, переважно спричинює ротоглоткову форму туляремії, особливо в країнах Європи, а також у Туреччині.

## Згадки у Біблії
Епідемія, яка, як традиційно вважається, була першим випадком бубонної чуми в Середземномор'ї, має докази, що це насправді була туляремія. Смертельна епідемія сталася після вилучення дерев'яної коробки з ізольованого єврейського святилища. Смерть, пухлини та гризуни переслідували країну філістимлян. На відміну від запропонованих раніше пояснень, туляремія вичерпно пояснює цю епідемію. Туляремія відповідає всім вимогам, зазначеним у біблійному тексті: вона переноситься тваринами, передається людям, призводить до розвитку виразково-залозових утворень, часто помилково діагностованих як бубонна чума, і є часто смертельною. Крім того, є докази з коробки та гризунів: миші, які є відомими переносниками F. tularensis і можуть передавати його людям, були зараховані самими філістимлянами як пов'язані зі спалахом, і вони досить малі, щоб гніздитися в коробці. Миші також пояснюють дивне твердження в біблійному тексті про невеликого філістимлянського ідола, який неодноразово падав на підлогу вночі в будівлі, де філістимляни зберігали коробку, оскільки миші, що вийшли з коробки, легко перекинулися б через статуетку. Туляремія має ще один доказовий момент: відомо, що епізод хвороби виник у Ханаані та поширився в Єгипті приблизно в 1715 році до нашої ери, що вказує на рецидив та припускає, що Ханаан був резервуаром для F. tularensis у II тисячолітті до нашої ери.

## Клінічні прояви
У людей хвороба проявлялася першочергово гарячкою. На шкірі утворювалася червона пляма, з якої утворювалася виразка. Виразки найчастіше були на відкритих частинах тіла. Під час загоювання вони вкривалися темним струпом. Іноді утворювалося по декілька виразок. Іноді виразки охоплювали око, розвивалася надалі сліпота. В описах є, що іноді з-під струпів виходив гній.
Хоча симптоми дуже схожі на такі при туляремії, проте достеменно етіологія хвороби не встановлена. На відміну від пізніших епідемій не збереглося жодних достовірних поховань померлих того часу.